# Amateuroberliga Niedersachsen 1959/60
Die Saison 1959/60 der Amateuroberliga Niedersachsen war die elfte Saison der höchsten niedersächsischen Amateurliga im Fußball. Sie nahm damals die zweithöchste Ebene im deutschen Ligensystem ein. Meister wurden die Amateure von Hannover 96. Leu Braunschweig, der SV Arminia Hannover und der VfB Oldenburg nahmen an der Aufstiegsrunde zur Oberliga Nord teil, wo sich Oldenburg durchsetzen konnten. Aus der Oberliga Nord stieg Eintracht Osnabrück in die Amateuroberliga Niedersachsen ab.
Die Abstiegsplätze nahmen im Westen der ESV Eintracht Cuxhaven und der SC Nordenham sowie im Osten die SG Adenstedt und Borussia Hildesheim ein. Dafür stiegen aus der Amateurliga Niedersachsen Stern Emden und Sparta Nordhorn in die Gruppe West sowie die Amateure des VfV Hildesheim und der 1. FC Wolfsburg in die Gruppe Ost auf. Zur Saison 1960/61 wechselten die Amateure von Hannover 96 und die SpVgg Preußen Hameln in die Ostgruppe sowie der SV Arminia Hannover und die Sportfreunde Ricklingen in die Westgruppe.

## Tabellen

### West
| Pl.               | Verein                     | Sp. | S  | U | N  | Tore    | Quote | Punkte |
| ----------------- | -------------------------- | --- | -- | - | -- | ------- | ----- | ------ |
| 1.                | Hannover 96 Am. (N)        | 30  | 21 | 6 | 3  | 085:310 | 2,74  | 48:12  |
| 2.                | VfB Oldenburg              | 30  | 18 | 7 | 5  | 088:380 | 2,32  | 43:17  |
| 3.                | TSR Olympia Wilhelmshaven  | 30  | 16 | 8 | 6  | 047:280 | 1,68  | 40:20  |
| 4.                | Eintracht Nordhorn (A)     | 30  | 16 | 8 | 6  | 087:430 | 2,02  | 40:20  |
| 5.                | VfL Osnabrück Am.          | 30  | 16 | 8 | 6  | 079:440 | 1,80  | 40:20  |
| 6.                | VfL Germania Leer          | 30  | 17 | 4 | 9  | 077:570 | 1,35  | 38:22  |
| 7.                | Victoria Oldenburg         | 30  | 15 | 7 | 8  | 049:430 | 1,14  | 37:23  |
| 8.                | Germania Wilhelmshaven     | 30  | 14 | 5 | 11 | 083:570 | 1,46  | 33:27  |
| 9.                | Kickers Emden              | 30  | 11 | 5 | 14 | 047:540 | 0,87  | 27:33  |
| 10.               | Falke Steinfeld            | 30  | 10 | 6 | 14 | 051:560 | 0,91  | 26:34  |
| 11.               | SpVgg Preußen Hameln       | 30  | 8  | 9 | 13 | 038:580 | 0,66  | 25:35  |
| 12.               | SSV Delmenhorst            | 30  | 9  | 4 | 17 | 040:770 | 0,52  | 22:38  |
| 13.               | TuS Haste 01 (N)           | 30  | 7  | 6 | 17 | 046:640 | 0,72  | 20:40  |
| 14.               | BV Cloppenburg             | 30  | 6  | 8 | 16 | 034:690 | 0,49  | 20:40  |
| 15.               | SC Nordenham               | 30  | 5  | 5 | 20 | 039:860 | 0,45  | 15:45  |
| 16.               | ESV Eintracht Cuxhaven (N) | 30  | 2  | 2 | 26 | 024:109 | 0,22  | 06:54  |
| Stand: Saisonende |                            |     |    |   |    |         |       |        |

#### Entscheidungsspiel um Platz drei
Die punktgleichen Mannschaften aus Nordhorn und Wilhelmshaven ermittelten in einem Spiel auf neutralem Platz den Dritten der Staffel West. Das Spiel fand am 15. April 1960 statt. Nordhorn setzte durch und qualifizierte sich für das Qualifikationsspiel zur Aufstiegsrunde zur Oberliga Nord.
|                    | Ergebnis  |                           |
| ------------------ | --------- | ------------------------- |
| Eintracht Nordhorn | 2:1 n. V. | TSR Olympia Wilhelmshaven |

### Ost
| Pl.               | Verein                     | Sp. | S  | U  | N  | Tore    | Quote | Punkte |
| ----------------- | -------------------------- | --- | -- | -- | -- | ------- | ----- | ------ |
| 1.                | Leu Braunschweig           | 32  | 22 | 8  | 2  | 077:320 | 2,41  | 52:12  |
| 2.                | SV Arminia Hannover        | 32  | 17 | 10 | 5  | 068:310 | 2,19  | 44:20  |
| 3.                | VfL Wolfsburg (A)          | 32  | 19 | 4  | 9  | 065:270 | 2,41  | 42:22  |
| 4.                | SV Union Salzgitter        | 32  | 15 | 6  | 11 | 056:530 | 1,06  | 36:28  |
| 5.                | SVG Göttingen 07           | 32  | 13 | 9  | 10 | 060:490 | 1,22  | 35:29  |
| 6.                | TuS Celle                  | 32  | 12 | 8  | 12 | 049:630 | 0,78  | 32:32  |
| 7.                | Sportfreunde Lebenstedt    | 32  | 12 | 7  | 13 | 057:560 | 1,02  | 31:33  |
| 8.                | VfB Peine                  | 32  | 13 | 5  | 14 | 052:520 | 1,00  | 31:33  |
| 9.                | 1. SC Göttingen 05         | 32  | 9  | 12 | 11 | 053:450 | 1,18  | 30:34  |
| 10.               | Teutonia Uelzen            | 32  | 12 | 6  | 14 | 045:560 | 0,80  | 30:34  |
| 11.               | Wolfenbütteler SV          | 32  | 12 | 5  | 15 | 056:630 | 0,89  | 29:35  |
| 12.               | Hannoverscher SC           | 32  | 11 | 5  | 16 | 045:550 | 0,82  | 27:37  |
| 13.               | Rot-Weiß Steterburg        | 32  | 11 | 5  | 16 | 055:740 | 0,74  | 27:37  |
| 14.               | Eintracht Braunschweig Am. | 32  | 10 | 5  | 17 | 051:620 | 0,82  | 25:39  |
| 15.               | Sportfreunde Ricklingen    | 32  | 8  | 9  | 15 | 048:670 | 0,72  | 25:39  |
| 16.               | Borussia Hildesheim        | 32  | 9  | 7  | 16 | 044:680 | 0,65  | 25:39  |
| 17.               | SG Adenstedt (N)           | 32  | 9  | 5  | 18 | 041:690 | 0,59  | 23:41  |
| Stand: Saisonende |                            |     |    |    |    |         |       |        |

| (A) | Absteiger aus der Oberliga Nord 1958/59              |
| (N) | Aufsteiger aus der Amateurliga Niedersachsen 1958/59 |

#### Entscheidungsspiele um Platz 14
Die punktgleichen Mannschaften auf Braunschweig, Hildesheim und Ricklingen ermittelten in Ligasystem den zweiten Absteiger aus der Nordgruppe. Das Spiel Braunschweig gegen Hildesheim fand am 14. Mai 1960 in Peine, die anderen beiden Spiele am 21. bzw. 28. Mai 1960 jeweils in Lehrte statt. Braunschweig und Ricklingen setzten sich durch während Hildesheim in die Amateurliga absteigen musste.
|                            | Ergebnis |                            |
| -------------------------- | -------- | -------------------------- |
| Eintracht Braunschweig Am. | 0:0      | Borussia Hildesheim        |
| Borussia Hildesheim        | 1:4      | Sportfreunde Ricklingen    |
| Sportfreunde Ricklingen    | 1:5      | Eintracht Braunschweig Am. |

| Pl. | Verein                     | Sp. | S | U | N | Tore    | Quote | Punkte |
| --- | -------------------------- | --- | - | - | - | ------- | ----- | ------ |
| 1.  | Eintracht Braunschweig Am. | 2   | 1 | 1 | 0 | 005:100 | 5,00  | 03:10  |
| 2.  | Sportfreunde Ricklingen    | 2   | 1 | 0 | 1 | 005:600 | 0,83  | 02:20  |
| 3.  | Borussia Hildesheim        | 2   | 0 | 1 | 1 | 001:400 | 0,25  | 01:30  |

## Niedersachsenmeisterschaft
Die beiden Staffelsieger ermittelten in Hin- und Rückspiel den Niedersachsenmeister. Gespielt wurde am 24. und 30. April 1960. Die Amateure von Hannover 96 setzten sich dabei durch.
|                                            | Gesamt |                                            | Hinspiel | Rückspiel |
| ------------------------------------------ | ------ | ------------------------------------------ | -------- | --------- |
| Hannover 96 Am. (Meister der Staffel West) | 6:2    | Leu Braunschweig (Meister der Staffel Ost) | 5:0      | 1:2       |

## Qualifikation zur Qualifikationsrunde zur Oberliga Nord
Die beiden Vizemeister ermittelten den dritten niedersächsischen Teilnehmer an der Aufstiegsrunde. Das Spiel fand am 28. April 1960 in Hannover statt.
|                                               | Ergebnis |                                                   |
| --------------------------------------------- | -------- | ------------------------------------------------- |
| Eintracht Nordhorn (Vierter der Staffel West) | 1:2      | SV Arminia Hannover (Vizemeister der Staffel Ost) |

## Aufstiegsrunde zur Amateuroberliga
Die acht Meister der Amateurligen ermittelten im Ligasystem vier Aufsteiger in die Landesliga. Die beiden Gruppensieger und Gruppenzweiten stiegen auf.

### Gruppe A
| Pl.               | Verein                                      | Sp. | S | U | N | Tore    | Quote | Punkte |
| ----------------- | ------------------------------------------- | --- | - | - | - | ------- | ----- | ------ |
| 1.                | Sparta Nordhorn (Meister der Amateurliga 8) | 6   | 4 | 2 | 0 | 019:800 | 2,38  | 10:20  |
| 2.                | Stern Emden (Meister der Amateurliga 1)     | 6   | 3 | 2 | 1 | 012:800 | 1,50  | 08:40  |
| 3.                | SFN Vechta (Meister der Amateurliga 2)      | 6   | 1 | 1 | 4 | 011:160 | 0,69  | 03:90  |
| 4.                | Bremervörder SC (Meister der Amateurliga 6) | 6   | 1 | 1 | 4 | 011:210 | 0,52  | 03:90  |
| Stand: Saisonende |                                             |     |   |   |   |         |       |        |

### Gruppe B
| Pl.               | Verein                                             | Sp. | S | U | N | Tore    | Quote | Punkte |
| ----------------- | -------------------------------------------------- | --- | - | - | - | ------- | ----- | ------ |
| 1.                | 1. FC Wolfsburg (Meister der Amateurliga 7)        | 6   | 3 | 1 | 2 | 012:900 | 1,33  | 07:50  |
| 2.                | VfV Hildesheim Am. (Meister der Amateurliga 5)     | 6   | 3 | 1 | 2 | 010:900 | 1,11  | 07:50  |
| 3.                | Sportfreunde Springe (Meister der Amateurliga 3)   | 6   | 2 | 2 | 2 | 009:800 | 1,13  | 06:60  |
| 4.                | Teutonia Groß Lafferde (Meister der Amateurliga 4) | 6   | 2 | 0 | 4 | 011:160 | 0,69  | 04:80  |
| Stand: Saisonende |                                                    |     |   |   |   |         |       |        |